# Gartenkunst

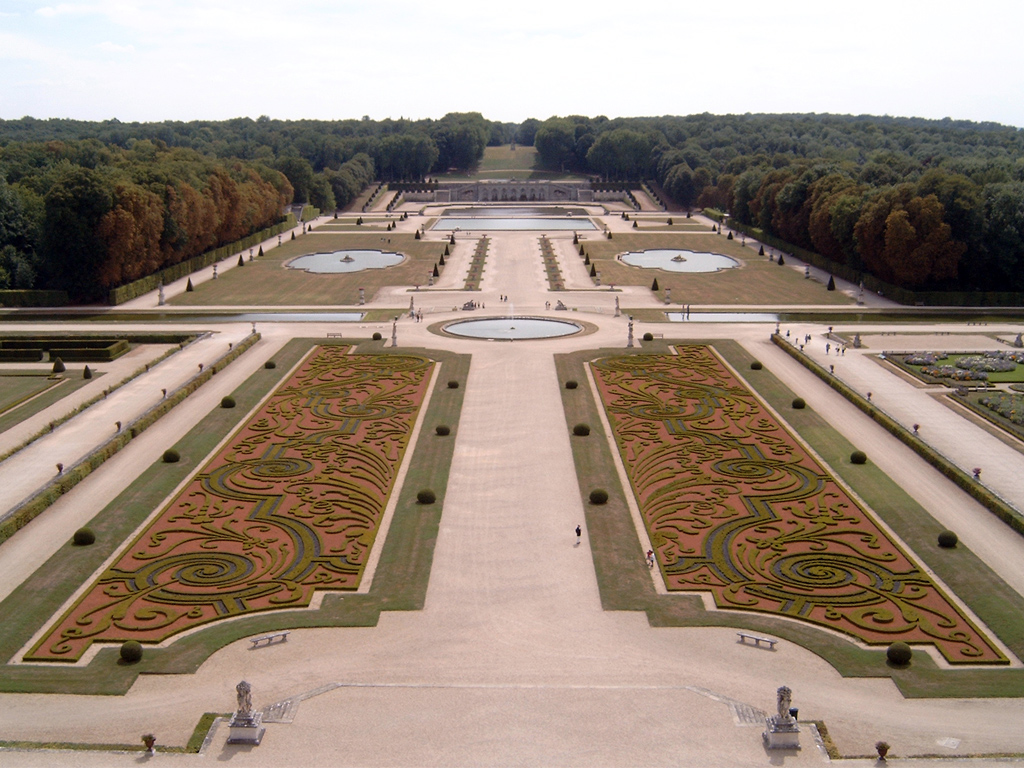
Der Park von Schloss Vaux-le-Vicomte

Unter Gartenkunst versteht man die künstlerische und landschaftsarchitektonische Planung und Gestaltung begrenzter privater oder öffentlicher Freiräume durch Pflanzen, Wege, Anschüttungen, Planierungen, Architekturelemente, Wasserspiele, Blumenrondelle oder Skulpturen. Die Art der Gestaltung geht hierbei über die reine Nutzbarmachung von Landschaft und Garten hinaus und ist Ausdruck einer bestimmten Stilrichtung von Ästhetik, Kunst, Kultur und Architektur einer Epoche.
Die Gartenkunst ist der Vorläufer von Garten- oder Landschaftsarchitektur, bei der naturwissenschaftlich-technische Gesichtspunkte im Vordergrund stehen. Im Barock erreichte das Ansehen der Gartenkunst als Kunstform ihren Höhepunkt. Die Parks von Schloss Vaux-le-Vicomte und Schloss Versailles beispielsweise wurden entsprechend den geltenden barocken Gesellschafts-, Landschafts- und Naturidealen gestaltet.
Gewöhnlich werden vor allem Parks und zu Repräsentationszwecken angelegte Gärten zur Gartenkunst gerechnet. Grundsätzlich kann es sich jedoch auch bei einem privaten Lust- oder Nutzgarten um ein Kunstwerk handeln.
Land Art findet sich dagegen meist außerhalb von abgegrenzten Gartenanlagen.

## Geschichte
Ästhetisch bewusst gestaltete Grün- und Freiflächen sind seit der Antike in Städten und im Zusammenhang mit Landgütern nachgewiesen.
Im Alten Ägypten befanden sich vor mindestens 5000 Jahren rund um die Pyramiden, Gräber und Tempel umfangreiche Tempelgärten, weil neben Speisen und Getränken auch Pflanzen und Blumen zu Ehren der Toten und der Götter geopfert wurden.
Ein bekanntes Beispiel für antike Gartenkunst sind die sagenumwobenen Hängenden Gärten der Semiramis in Mesopotamien, eines der sieben Weltwunder. Auch persische Gärten fußen auf einer mehr als 3000 Jahre alten Tradition, die für den Iran und benachbarte Regionen typisch ist; analog verhält es sich mit der Gartenkunst in China und mit japanischen Gärten.
Seit etwa 1720 entstand in England unter dem Einfluss der letztgenannten ostasiatischen und chinesischen Gärten und als bewusster Kontrast zum französischen Barockgarten der englische Landschaftsgarten, der sich durch seine Natürlichkeit auszeichnet und damit in krassen Gegensatz zu dem strengen und tektonisch-geometrischen Barockgarten steht.
Die im 18. Jahrhundert angelegten Jardins d'Annevoie (Schloss d'Annevoie in Anhée, im Maastal, in der Provinz Namur, Wallonie) sind die einzigen Wassergärten in Belgien, mit Perspektiven im französischen Stil, Fantasie im englischen Stil und intimem Charme im italienischen Stil.
Die seit 1899 herausgegebene Zeitschrift Die Gartenkunst ist heute die führende internationale Zeitschrift zu diesem Thema in Europa.